# 乞剌斯八斡节儿
乞剌斯八斡节兒（藏語：གྲགས་པ་འོད་ཟེར་，威利转写：grags-pa 'od-zer，1246年—1303年）即扎巴俄色，藏族，藏传佛教萨迦派高僧，元朝帝师。

## 生平
他是八思巴弟子的康赛（khan-gsar，萨斯迦新寺）传承，西夏王室后裔。
《元史》卷十六《世祖纪》载，至元二十八年（1291年）十二月，“授乞剌思八斡节兒为帝师，统领诸国僧尼释教事。”《元史》卷十八《成宗本纪》载，至元三十一年（1294年）六月“以乞剌思八斡节兒为帝师，赐玉印。”至元三十一年六月任命他为帝师的应是元成宗，因忽必烈于至元三十一年一月逝世，结合有关意希仁钦担任帝师的记载，至元三十一年扎巴俄色出任帝师的说法似更为可信。
扎巴俄色不属萨迦款氏家族。藏文史籍《红史》称其曾任八思巴的侍从却本，后作为达玛巴拉的随从来到元朝朝廷，忽必烈时出任帝师，五十八岁逝世于朝廷。《萨迦世系史》则说八思巴逝世后，由于畏惧元朝皇帝降罪，萨迦派无人敢赴朝廷报丧，扎巴俄色自告奋勇赴朝廷报丧，后来被任命为帝师。
《元史·释老传》载：“亦摄思连真嗣，三十一年卒。乞剌斯八斡节兒嗣，成宗特造宝玉五方佛冠赐之。元贞元年，又更赐双龙盘纽白玉印，文曰“大元帝师统领诸国僧尼中兴释教之印。”大德七年卒。”意思是扎巴俄色嗣任帝师后，元成宗特造宝玉石五方佛冠赐之，元贞元年（1295年）又更赐双龙盘纽白玉印，印文为：“大元帝师统领诸国僧尼中兴释教之印”，最终扎巴俄色卒于大德七年（1303年）。